# Steven Vitória
Steven de Sousa Vitória (Toronto, 11 januari 1987) is een Portugees-Canadees voetballer die bij voorkeur als centrale verdediger speelt. Hij verruilde in juli 2013 GD Estoril-Praia voor SL Benfica.

## Clubcarrière
Vitória werd geboren in het Canadese Toronto als zoon van Portugese immigranten. Op achttienjarige leeftijd werd hij gekocht door FC Porto, dat hem na één jaar in de jeugdopleiding uitleende aan Tourizense, SC Olhanense en Sporting Covilhã. In 2010 trok hij transfervrij naar GD Estoril-Praia, dat in de Segunda Liga speelde. Hij hielp de club in 2012 promoveren naar de Primeira Liga. In zijn eerste seizoen op het hoogste niveau scoorde hij elf doelpunten voor Estoril. Acht van de elf doelpunten waren strafschoppen. Op 16 juni 2013 tekende Vitória als transfervrije speler een vierjarig contract bij SL Benfica.
1 Trubin ·
3 Carreras ·
4 Silva ·
6 Bah ·
7 Amdouni ·
8 Aursnes ·
9 Cabral ·
10 Kökçü ·
11 Di María ·
14 Pavlidis ·
16 Neto ·
17 Aktürkoğlu ·
18 Barreiro ·
20 Mário ·
21 Schjelderup ·
23 Meïté ·
24 Soares ·
25 Prestianni ·
28 Kaboré ·
30 Otamendi ·
32 Benjamín Rollheiser ·
36 Leonardo ·
37 Beste ·
44 Araújo ·
47 Gouveia ·
61 Luís ·
81 Bajrami ·
84 Rêgo ·
85 Sanches ·
Coach: Lage
1 St. Clairr ·
2 Johnston ·
3 Adekugbe ·
4 Miller ·
5 Vitória ·
6 Piette ·
7 Eustaquio ·
8 Fraser ·
9 Cavallini ·
10 Hoilett ·
11 Buchanan ·
12 Ugbo ·
13 Hutchinson  ·
14 Kaye ·
15 Koné ·
16 Pantemis ·
17 Larin ·
18 Borjan ·
19 Davies ·
20 David ·
21 Osorio ·
22 Laryea ·
23 Millar ·
24 Wotherspoon ·
25 Cornelius ·
26 Waterman ·
Coach: Herdman